# Liste von Abkürzungen (Computer)
Dies ist eine Liste technischer Abkürzungen, die im IT-Bereich verwendet werden.

## A
| AA    | Antialiasing |
| AAA   | authentication, authorization and accounting, siehe Triple-A-System                                                |
| AAD   | Azure Active Directory                                                                                             |
| AAC   | Advanced Audio Coding                                                                                              |
| AACS  | Advanced Access Content System                                                                                     |
| AAL   | ATM Adaptation Layer                                                                                               |
| AAM   | ATA/ATAPI Architecture Model                                                                                       |
|       | Automatic acoustic management                                                                                      |
| ACC   | Adaptive Computing Controller (SAP)                                                                                |
| ACE   | ASCII Compatible Encoding                                                                                          |
|       | Access Control Entry (Eintrag in der Access Control List)                                                          |
| ACK   | acknowledge 'bestätige', siehe ACK (Signal) und Netzjargon                                                         |
| ACL   | Access Control List                                                                                                |
| ACPI  | Advanced Configuration and Power Interface                                                                         |
| ACR   | Advanced Communication(s) Riser oder                                                                               |
|       | Automatic carriage return oder                                                                                     |
|       | Attenuation To Crosstalk Ratio                                                                                     |
| ACS   | Applied Computer Science (Angewandte Informatik) oder                                                              |
|       | ATA/ATAPI Command Set (siehe ATA/ATAPI)                                                                            |
| AD    | Active Directory                                                                                                   |
| ADAM  | Active Directory Application Mode                                                                                  |
| ADAPT | Application Design for Analytical Processing Technologies                                                          |
| ADB   | Apple Desktop Bus oder                                                                                             |
|       | Android Debug Bridge                                                                                               |
| ADC   | Apple Display Connector (Variante von DVI)                                                                         |
| ADDS  | Active Directory Domain Services (Erweiterung des früheren Verzeichnisdienstes ADS von Microsoft)                  |
| ADO   | ActiveX Data Objects                                                                                               |
| ADS   | Automated Deployment Service oder                                                                                  |
|       | Alternate Data Streams                                                                                             |
| ADSL  | Asymmetric Digital Subscriber Line, Variante von DSL                                                               |
| ADSP  | AppleTalk Data Stream Protocol                                                                                     |
| AEG   | Ausschalten, einschalten, geht, Tipp zur Problemlösung                                                             |
| AEP   | AppleTalk Echo Protocol                                                                                            |
| AES   | Advanced Encryption Standard                                                                                       |
| AF    | Anisotropes Filtern                                                                                                |
| AFK   | Away from Keyboard                                                                                                 |
| AFP   | Apple Filing Protocol                                                                                              |
| AGA   | Advanced Graphics Architecture (Amiga-Chipsatz)                                                                    |
| AGESA | AMD Generic Encapsulated Software Architecture                                                                     |
| AGP   | Accelerated Graphics Port                                                                                          |
| AGU   | Address Generation Unit                                                                                            |
| AHCI  | Advanced Host Controller Interface                                                                                 |
| AI    | Artificial Intelligence (Künstliche Intelligenz, deutsche Abkürzung: KI)                                           |
| AIA   | Authority Information Access                                                                                       |
| AIFF  | Audio Interchange File Format                                                                                      |
| AIM   | AOL Instant Messenger                                                                                              |
| AIR   | Adobe Integrated Runtime                                                                                           |
| AIT   | Advanced Intelligent Tape                                                                                          |
| AJAX  | Asynchronous JavaScript and XML                                                                                    |
| aka   | also known as (auch bekannt unter dem Namen …), siehe: Pseudonym                                                   |
| ALM   | Application Lifecycle Management (u. a. von Borland)                                                               |
| ALSA  | Advanced Linux Sound Architecture                                                                                  |
| ALU   | Arithmetisch-logische Einheit (arithmetisch-logische Einheit, Teil einer CPU)                                      |
| AMD   | Advanced Micro Devices                                                                                             |
| AMQP  | Advanced Message Queuing Protocol                                                                                  |
| ANSI  | American National Standards Institute; auch ANSI-Escapesequenz, vgl. ANSI.SYS                                      |
| AOP   | Aspektorientierte Programmierung                                                                                   |
| AOSP  | Android Open Source Project                                                                                        |
| AP    | Access Point |
| APDU  | Application Protocol Data Unit                                                                                     |
| API   | Application Programmers/Programming Interface oder                                                                 |
|       | Adaptive Planungsintelligenz                                                                                       |
| APIC  | Advanced Programmable Interrupt Controller                                                                         |
| APIPA | Automatic Private IP Addressing                                                                                    |
| APL   | A Programming Language                                                                                             |
| APL   | Abschlusspunkt Linientechnik                                                                                       |
| APM   | Advanced Power Management                                                                                          |
| APOP  | Authenticated Post Office Protocol                                                                                 |
| APP   | Application (Applikation)                                                                                          |
| APU   | Accelerated Processing Unit                                                                                        |
| AQE   | Augmented Quad Edge (Datenstruktur zur Speicherung und effizienten Traversierung eins 3D Voronoi-Diagramms)        |
| AR    | Augmented Reality                                                                                                  |
| ARM   | Advanced RISC Machines Ltd. oder                                                                                   |
|       | Application Response Measurement                                                                                   |
| ARP   | Address Resolution Protocol                                                                                        |
| ARQ   | Automatic Repeat reQuest                                                                                           |
| ARS   | Adaptive Rate Selection                                                                                            |
| ASCII | American Standard Code for Information Interchange (amerikanische Standardkodierung für den Informationsaustausch) |
| ASIC  | Application-Specific Integrated Circuit (anwendungsspezifische integrierte Schaltung)                              |
| ASN.1 | Abstract Syntax Notation One                                                                                       |
| ASP   | Active Server Pages oder                                                                                           |
|       | Application Service Providing oder                                                                                 |
|       | AppleTalk Session Protocol                                                                                         |
| ASPI  | Advanced SCSI Programming Interface                                                                                |
| AT    | Advanced Technology (Bauform für Mainboards und Gehäuse)                                                           |
| ATA   | Advanced Technology (AT) Attachment                                                                                |
| ATAPI | AT-Attachment Packet Interface                                                                                     |
| ATM   | Asynchronous Transfer Mode oder                                                                                    |
|       | Asynchronous Time Multiplexing oder                                                                                |
|       | Adobe Type Manager                                                                                                 |
| ATPG  | Automatic Test Pattern Generation                                                                                  |
| ATX   | Advanced Technology Extended                                                                                       |
| AUI   | Attachment Unit Interface                                                                                          |
| AV    | Anti-Virus |
| AVI   | Audio Video Interleave                                                                                             |

## B
| B     | Bell Laboratories oder |
|       | Programmiersprache B (Vorgänger von C) |
| B2A   | Business-to-Administration |
| B2B   | Business-to-Business |
| B2C   | Business-to-Consumer |
| B2D   | Backup-to-Disk Datensicherung auf Festplatte im Gegensatz zu Backup-to-Tape                                                                                     |
| B2E   | Business-to-Employee |
| B2T   | Backup-to-Tape Datensicherung auf ein Bandmedium wie DAT, DLT, LTO, …                                                                                           |
| BAM   | Block Availability Map, siehe Dateisystem |
| BAPI  | Business Application Programming Interface |
| BASIC | Beginner’s All-purpose Symbolic Instruction Code (Programmiersprache)                                                                                           |
| BBS   | Bulletin Board System |
| BCC   | Blind Carbon Copy (dt. Blindkopie, Feld im Kopf einer E-Mail, das zusätzliche Adressaten enthält, die aber nicht den anderen Adressaten mitgeteilt werden) oder |
|       | Block Check Character (dt. Blockprüfzeichen) |
| BCD   | Binary Coded Decimal |
| BCPL  | Basic Combined Programming Language |
| BD    | Blu-ray Disc |
| BDC   | Backup Domain Controller oder |
|       | Business Data Catalog im Microsoft Office SharePoint Server |
| BDD   | Binary Decision Diagram |
| BER   | Basic Encoding Rules oder |
|       | Bit Error Rate |
| BERT  | Bit Error Rate Test (Bitfehlerratentest) |
| BFD   | Bidirectional Forwarding Detection |
| BGA   | Ball Grid Array |
| BGP   | Border Gateway Protocol |
| BiDi  | Bidirectional Text Layout, siehe Bidirektionaler Text |
| BI    | Business Intelligence |
| BIL   | Bus-Interface-Logic |
| BIOS  | Basic Input/Output System |
| BLOB  | Binary Large Object |
| BNC   | Bayonet Neill Concelman, siehe BNC-Steckverbinder |
| BOFH  | Bastard Operator From Hell |
| BOM   | Byte Order Mark |
| BOOTP | Bootstrap Protocol |
| BOS   | Base Operating System (dt. Betriebssystem) |
| BPEL  | Business Process Execution Language |
| BSC   | Binary Synchronous Communication |
| BSD   | Berkeley Software Distribution |
| BSOD  | Blue Screen of Death |
| BTO   | Build-to-Order |
| BTX   | Balanced Technology Extended oder |
|       | Bildschirmtext |

## C
| C       | Programmiersprache C                                                                                    |
| CAAD    | Computer Aided Architectural Design (Computergestütztes architektonisches Planen und Entwerfen)         |
| CA      | Certificate Authority                                                                                   |
| CAD     | Computer-Aided Design (Computerunterstütztes Design)                                                    |
| CAE     | Computer-aided engineering                                                                              |
| CAF     | Composite Application Framework                                                                         |
| CAM     | Computer-aided manufacturing                                                                            |
| CAN     | Controller Area Network oder                                                                            |
|         | Content Addressable Network                                                                             |
| CAPI    | Common ISDN Application Programming Interface                                                           |
| CAPWAP  | Control And Provisioning of Wireless Access Points                                                      |
| CARP    | Common Address Redundancy Protocol                                                                      |
| CAS     | Column Address Strobe: Dynamic Random Access Memory#CAS                                                 |
| CAS     | Computeralgebrasystem                                                                                   |
| CAT     | Catalog Service                                                                                         |
| CAV     | Constant Angular Velocity                                                                               |
| CAVE    | Cave Automatic Virtual Environment                                                                      |
| CAW     | Computer-Aided Woodcut (zu Deutsch rechnerunterstützter Holzschnitt)                                    |
| CBO     | Cost Based Optimizer, kostenbasierten Optimizer für Zugriffe auf Datenbanksätze                         |
| CC      | Carbon Copy oder                                                                                        |
|         | Creative Commons                                                                                        |
|         | C Compiler                                                                                              |
| CCD     | Charge-coupled Device                                                                                   |
| CC/PP   | Composite Capability/Preference Profiles                                                                |
| CCU     | Camera Control Unit                                                                                     |
| CD      | Compact Disc                                                                                            |
| CDATA   | Character Data                                                                                          |
| CDC     | Connected Device Configuration                                                                          |
| CDE     | Common Desktop Environment                                                                              |
| CDMA    | Code Division Multiple Access                                                                           |
| CDN     | Content Delivery Network                                                                                |
| CD-R    | Compact Disc Recordable                                                                                 |
| CD-ROM  | Compact Disc Read-Only Memory                                                                           |
| CD-RW   | Compact Disc ReWriteable                                                                                |
| CEPT    | Conférence Européenne des Administrations des Postes et des Télécommunications                          |
| CET     | Control-flow Enforcement Technology                                                                     |
| CFML    | ColdFusion Markup Language                                                                              |
| CFSM    | Communicating Finite State Machines                                                                     |
| CGA     | Color Graphics Adapter                                                                                  |
| CGI     | Common Gateway Interface                                                                                |
| CHAP    | Challenge Handshake Authentication Protocol                                                             |
| CHS     | Cylinder/Head/Sector                                                                                    |
| CICS    | Customer Information Control System                                                                     |
| CIDR    | Classless Inter-Domain Routing                                                                          |
| CIF     | Common Intermediate Format                                                                              |
| CIFS    | Common Internet File System                                                                             |
| CIM     | Computer-integrated manufacturing oder                                                                  |
|         | Common Information Model                                                                                |
| CISC    | Complex Instruction Set Computer                                                                        |
| CLDC    | Connected Limited Device Configuration                                                                  |
| CLI     | Call Level Interface oder                                                                               |
|         | Command Line Interpreter oder                                                                           |
|         | Common Language Infrastructure                                                                          |
| CLOB    | Character Large Object                                                                                  |
| CLM     | Certificate Lifecycle Manager                                                                           |
| CLR     | Common Language Runtime                                                                                 |
| CLTS    | Connectionless Transport Service, ein verbindungsloser Service, beispielsweise UDP                      |
| CLV     | Constant Linear Velocity                                                                                |
| CM      | Content-Management                                                                                      |
| CMD     | Command                                                                                                 |
| CMM     | Capability Maturity Model oder                                                                          |
|         | Color Management Module                                                                                 |
| CMOS    | Complementary Metal Oxide Semiconductor (dt. Komplementärer Metall-Oxid-Halbleiter)                     |
| CMS     | Content-Management-System                                                                               |
| CMYK    | Cyan Magenta Yellow Key, siehe CMYK-Farbmodell                                                          |
| CO      | Callable Object                                                                                         |
| COBOL   | Common Business Oriented Language                                                                       |
| CODASYL | Conference on Data Systems Languages                                                                    |
| COM     | Component Object Model oder                                                                             |
|         | Computer on Module (Kernhardware eines Computers implementiert auf einem steckbaren Modul)              |
| COMA    | Cache-only-Memory-Access                                                                                |
| CORBA   | Common Object Request Broker Architecture                                                               |
| COTS    | Connection Oriented Transport Service, ein verbindungsorientierter Service, wie beispielsweise TCP oder |
|         | Commercial off-the-shelf                                                                                |
| COW     | Copy-On-Write, Verfahren zur Vermeidung von überflüssigen Kopien von Daten                              |
| CPL     | Call Processing Language oder                                                                           |
|         | Combined Programming Language oder                                                                      |
|         | Common Public License                                                                                   |
| CP/M    | Control Program/Monitor, später: Control Program for Microcomputers                                     |
| CPPM    | Content Protection for Pre-Recorded Media, Kopierschutzverfahren der DVD-Audio                          |
| CPRI    | Common Public Radio Interface                                                                           |
| CPRM    | Content Protection for Recordable Media                                                                 |
| CPSL    | Common Pattern Specification Language                                                                   |
| CPU     | Central Processing Unit                                                                                 |
| CPUID   | Central Processing Unit Identification                                                                  |
| CRC     | Cyclic Redundancy Check, Verfahren zur Ermittlung von Übertragungsfehlern                               |
| CRE     | Content Relationship Engine                                                                             |
| CRL     | Certificate Revocation List                                                                             |
| CRM     | Customer-Relationship-Management                                                                        |
| CRT     | Cathode Ray Tube                                                                                        |
| CRUD    | Create, Read, Update, Delete (Datenbankoperationen)                                                     |
| CSA     | Common-Scrambling-Algorithmus oder                                                                      |
|         | Connector, Switch, Attenuator theory                                                                    |
| CSI     | Common System Interface                                                                                 |
| CSM     | Compatibility Support Module                                                                            |
| CSMA/CA | Carrier Sense Multiple Access/Collision Avoidance                                                       |
| CSMA/CD | Carrier Sense Multiple Access/Collision Detection                                                       |
| CSP     | Communicating Sequential Processes                                                                      |
| CSS     | Cascading Style Sheets oder                                                                             |
|         | Content Scramble System                                                                                 |
| CSV     | Character Separated Values, Comma Separated Values                                                      |
| CTF     | Capture the Flag                                                                                        |
| CTL     | Complex Text Layout                                                                                     |
| CTS     | Clear To Send                                                                                           |
| CUDA    | Compute Unified Device Architecture                                                                     |
| CUI     | Character User Interface, d. i. Zeichenorientierte Benutzerschnittstelle                                |
| CUoD    | Capacity Upgrade on Demand                                                                              |
| CUPS    | Common Unix Printing System                                                                             |
| CVS     | Concurrent Versions System                                                                              |
| CVSS    | Common Vulnerability Scoring System                                                                     |
| CWM     | Common Warehouse Metamodel                                                                              |

## D
| D2D2T | Disk to disk to tape (Backup)                                          |
| DAE   | Digital Audio Extraction                                               |
| DAL   | Data Abstraction Layer                                                 |
| DAO   | Data Access Objects (Microsoft) oder                                   |
|       | Data Access Object (Entwurfsmuster) oder                               |
|       | Disc-At-Once (Schreibmethode)                                          |
| DAP   | Directory Access Protocol                                              |
| DAT   | Digital Audio Tape                                                     |
| DAU   | Dümmster anzunehmender User                                            |
| DAU   | daily active user – Facebook: täglich aktive(r) Benutzer               |
| DAV   | Distributed Authoring and Versioning; siehe WebDAV                     |
| DB    | Datenbank                                                              |
| DBMS  | Database management system (Datenbank-Management-System)               |
| DBP   | Database Publishing                                                    |
| DBS   | Datenbank-System                                                       |
| DC    | Domain Controller oder                                                 |
|       | Domain Component                                                       |
| DCE   | Data Communication Equipment oder                                      |
|       | Distributed Computing Environment                                      |
| DCIM  | Digital Camera Images                                                  |
| DCL   | Data Control Language oder                                             |
|       | DIGITAL Command Language                                               |
| DCO   | Device Configuration Overlay (siehe ATA/ATAPI) oder                    |
|       | Dynamic Code Obfuscation                                               |
| DCOM  | Distributed Component Object Model                                     |
| DCP   | Disk Control Program                                                   |
| DCS   | Dynamic Channel Selection                                              |
| DCT   | Diskrete Cosinus Transformation                                        |
| DCTL  | Direct Coupled Transistor Logic                                        |
| DD    | Double Density (Diskette)                                              |
| DDC   | Display Data Channel                                                   |
| DDE   | Dynamic Data Exchange                                                  |
| DDF   | Disk Data Format                                                       |
| DDI   | Device Driver Interface                                                |
| DDL   | Data Definition Language                                               |
| DDoS  | Distributed Denial of Service                                          |
| DDR   | Double Data Rate                                                       |
| DDS   | Digital Data Storage oder                                              |
|       | Direct Digital Synthesis oder                                          |
|       | Direct Draw Surface                                                    |
| DDV   | Datendirektverbindung                                                  |
| DDX   | Direct Data Exchange                                                   |
| DECT  | Digital Enhanced Cordless Telecommunications                           |
| DENIC | DE Network Information Center                                          |
| DEP   | Data Execution Prevention                                              |
| DES   | Data Encryption Standard                                               |
| DFS   | Distributed File System oder                                           |
|       | Dynamic Frequency Selection oder                                       |
|       | Depth-First Search                                                     |
| DFÜ   | Datenfernübertragung (engl.: DUN)                                      |
| DH    | Data Highway                                                           |
| DHCP  | Dynamic Host Configuration Protocol                                    |
| DHTML | Dynamic HTML, Kombination von Hypertext Markup Language und JavaScript |
| DIL   | Dual in-line package                                                   |
| DIME  | Direct Internet Message Encapsulation                                  |
| DIMM  | Dual Inline Memory Module                                              |
| DIS   | Distributed Interactive Simulation                                     |
| DIT   | Directory Information Tree                                             |
| DivX  | Digital Video Express                                                  |
| DL    | Double Layer                                                           |
| DLL   | Dynamic Link Library                                                   |
| DLM   | Document Lifecycle Management                                          |
| DLP   | Digital Light Processing                                               |
| DLR   | Dynamic Language Runtime, siehe .NET                                   |
| DMA   | Direct Memory Access                                                   |
| DMCA  | Digital Millennium Copyright Act                                       |
| DMD   | Digital Micromirror Device                                             |
| DMI   | Desktop Management Interface oder                                      |
|       | Direct Media Interface                                                 |
| DML   | Data Manipulation Language                                             |
| DMS   | Dokumentenmanagementsystem (Document Management System)                |
| DMTF  | Distributed Management Task Force                                      |
| DMZ   | Demilitarized Zone (Demilitarisierte Zone)                             |
| DNS   | Domain Name System                                                     |
| DNSBL | DNS-based Blackhole List                                               |
| DoD   | Department of Defense                                                  |
| DOM   | Document Object Model                                                  |
| DOS   | Disk Operating System oder                                             |
|       | Denial of Service (DoS)                                                |
| dpi   | Dots per Inch                                                          |
| DPA   | Data Path Array                                                        |
| DPS   | Desktop Purchasing System oder                                         |
|       | Data Protection System                                                 |
| DPU   | Data Path Unit                                                         |
| DRAC  | Dell Remote Access Controller                                          |
| DRAM  | Dynamic Random Access Memory                                           |
| DRI   | Direct Rendering Infrastructure                                        |
| DRL   | Data Retrieval Language                                                |
| DRM   | Digital Rights Management                                              |
| DRT   | Document Related Technologies                                          |
| DS    | double-sided (Diskette oder Speichermodul)                             |
| DSA   | Distributed Systems Architecture oder                                  |
|       | Directory System Agent                                                 |
| DSL   | Digital Subscriber Line oder                                           |
|       | Domain Specific Language                                               |
| DSP   | Digital Signal Processor                                               |
| DSR   | Data Set Ready                                                         |
| DSSS  | Direct Sequence Spread Spectrum                                        |
| DSSSL | Document Style Semantics and Specification Language                    |
| DTD   | Document Type Definition                                               |
| DTE   | Data Terminal Equipment                                                |
| DTM   | Dual Transfer Mode                                                     |
| DTO   | Data Transfer Object                                                   |
| DTP   | Desktoppublishing                                                      |
| DTR   | Data Terminal Ready                                                    |
| DUA   | Directory User Agent                                                   |
| DUN   | Dial-Up Networking                                                     |
| DVB   | Digital Video Broadcasting                                             |
| DVB-C | Digital Video Broadcasting – Cable                                     |
| DVB-H | Digital Video Broadcasting – Handhelds                                 |
| DVB-S | Digital Video Broadcast – Satellite                                    |
| DVB-T | Digital Video Broadcasting – Terrestrial                               |
| DVD   | Digital Versatile Disc                                                 |
| DVI   | Digital Visual Interface                                               |
| DVCS  | Distributed Version Control System (Verteilte Versionsverwaltung)      |
| DWH   | Data-Warehouse                                                         |
| DWT   | Diskrete Wavelet-Transformation                                        |
| DXF   | Drawing Interchange Format (auch Drawing Exchange Format)              |

## E
| EA      | Enterprise Architecture                                                              |
| EAI     | Enterprise Application Integration                                                   |
| EAM     | Enterprise Architecture Management                                                   |
| EBCDIC  | Extended Binary Coded Decimals Interchange Code                                      |
| EBNF    | Extended Backus-Naur Form                                                            |
| ECC     | Error-correcting code                                                                |
| ECM     | Enterprise Content-Management                                                        |
| ECMA    | European Computer Manufacturers Association                                          |
| ECP     | Extended Capability Port oder                                                        |
|         | Encryption Control Protocol                                                          |
| ED      | Extra-high Density (Diskette)                                                        |
| EDD     | Enhanced Disk Drive Services (PC-BIOS-Funktionen für den Zugriff auf Festplatten)    |
| EDDL    | Electronic Device Description Language                                               |
| EDGE    | Enhanced Data Rates for GSM Evolution                                                |
| EDI     | Electronic Data Interchange                                                          |
| EDID    | Extended Display Identification Data                                                 |
| EDM     | Electronic Document Management                                                       |
| EDP     | Electronic Data Processing                                                           |
| EDV     | Elektronische Datenverarbeitung, engl.: EDP                                          |
| EEPROM  | Electrically Erasable Programmable Read-Only Memory                                  |
| EFI     | Extensible Firmware Interface                                                        |
| EFS     | Encrypting File System                                                               |
| EGA     | Enhanced Graphics Adapter                                                            |
| EHCI    | Enhanced Host Controller Interface                                                   |
| EIA-232 | Electronic Industries Alliance 232, bekannt als V.24; ursprünglich RS-232            |
| EIB     | Europäischer Installationsbus                                                        |
| EIDE    | Enhanced Integrated Device Electronics                                               |
| EIGRP   | Enhanced Interior Gateway Routing Protocol                                           |
| EIS     | Entry Into Service                                                                   |
| EISA    | Extended Industry Standard Architecture                                              |
| EIST    | Enhanced Intel SpeedStep Technology                                                  |
| EJB     | Enterprise Java Beans                                                                |
| EJBQL   | EJB Query Language                                                                   |
| EL      | Expression Language                                                                  |
| EM64T   | Extended Memory 64 Technology, alter Name von Intel 64                               |
| EMS     | Expanded Memory Specification                                                        |
| EMV     | Elektromagnetische Verträglichkeit                                                   |
| EOD     | End Of Discussion (Slang)                                                            |
| EOF     | End of File oder                                                                     |
|         | Enterprise Objects Framework                                                         |
| EOL     | End Of Life                                                                          |
| EPLD    | Erasable Programmable Logic Device                                                   |
| EPP     | Enhanced Parallel Port oder                                                          |
|         | Encrypting PIN Pad oder                                                              |
|         | Enhanced Performance Profiles bei RAM                                                |
| EPROM   | Erasable Programmable Read Only Memory                                               |
| EPS     | Encapsulated PostScript                                                              |
| EPSS    | Electronic Performance Support System oder                                           |
|         | Exploit Prediction Scoring System                                                    |
| ESB     | Enterprise Service Bus                                                               |
| ERP     | Enterprise Resource Planning                                                         |
| ES      | Enterprise Service                                                                   |
| ESCD    | Extended System Configuration Data                                                   |
| ESP     | EFI System Partition, siehe Definition in GUID Partition Table                       |
| ESQL    | Embedded SQL                                                                         |
| ESSID   | Extended Service Set Identifier                                                      |
| ET      | Entscheidungstabelle                                                                 |
| ETB     | End of Transmission Block, ein Steuerzeichen bei der Datenübertragung                |
| ETL     | Extract, Transform, Load                                                             |
| EUCS    | End User Computing Satisfaction                                                      |
| EVA     | Eingabe – Verarbeitung – Ausgabe (EVA-Prinzip) oder                                  |
|         | Enterprise Virtual Array (Disk Array von Hewlett Packard für mehrere Terabyte Daten) |
| EWF     | Enhanced Write Filter, wird bei Windows XP embedded verwendet                        |
| exFAT   | Extended File Allocation Table                                                       |
| Exif    | Exchangeable Image File Format for Digital Still Cameras                             |
| Ext2    | Second extended Filesystem                                                           |

## F
| FAI   | Fully Automatic Installation                                     |
| FAQ   | Frequently Asked Questions                                       |
| FAT   | File Allocation Table                                            |
| FB    | Facebook                                                         |
| FC    | Fibre Channel                                                    |
| FCFS  | First-Come First-Served, siehe First In – First Out              |
| FD    | Floppy Disk                                                      |
| FDD   | Floppy Disk Drive                                                |
| FDDI  | Fiber Distributed Data Interface                                 |
| FDMA  | Frequency Division Multiple Access                               |
| FET   | Field Effect Transistor                                          |
| FFT   | Fast Fourier Transform (schnelle Fourier-Transformation)         |
| FGA   | Floating Gate Array                                              |
| FHSS  | Frequency Hopping Spread Spectrum                                |
| FIFO  | First In – First Out                                             |
| FILO  | First In – Last Out, siehe Last In – First Out                   |
| FLAC  | Free Lossless Audio Codec                                        |
| FLOP  | Floating Point Operation (Gleitkommaoperation)                   |
| FLOPS | Floating Point Operations per Second                             |
| FPGA  | Field Programmable Gate Array                                    |
| FPLA  | Field Programmable Logic Array                                   |
| FPS   | Frames per Second (Bilder pro Sekunde. Bildfrequenz) oder        |
|       | First-Person Shooter                                             |
| FPU   | Floating Point Unit (Gleitkommaeinheit, numerischer Coprozessor) |
| FQDN  | Fully Qualified Domain Name                                      |
| FSAA  | Full Scene Antialiasing                                          |
| FSB   | Front Side Bus                                                   |
| FSM   | Finite State Machine                                             |
| FTBFS | Fails to build from source (Debian-Slang)                        |
| FTP   | File Transfer Protocol                                           |
| FTTH  | Fibre To The Home                                                |
| FW    | Forwarding (bei E-Mails oft benutzt)                             |

## G
| GAL   | Generic Array Logic                                                    |
| GAN   | Global Area Network                                                    |
| GBIC  | Gigabit Interface Converter                                            |
| GC    | Garbage Collection / Garbage-Collector oder                            |
|       | Global Catalog                                                         |
| GCC   | GNU Compiler Collection                                                |
| GCR   | Group Coded Recording                                                  |
| GDDR  | Graphics Double Data Rate                                              |
| GFS   | Global File System                                                     |
| GID   | Group Identification, siehe Benutzer- und Rechteverwaltung unter Unix  |
| GIF   | Graphics Interchange Format                                            |
| GINA  | Graphical Identification and Authentication                            |
| GIS   | Geoinformationssystem                                                  |
| GLBP  | Gateway Load Balancing Protocol                                        |
| GLE   | Graphics Layout Engine                                                 |
| GLU   | OpenGL Utility Library                                                 |
| GLUT  | OpenGL Utility Toolkit                                                 |
| GML   | Geography Markup Language                                              |
| GMPLS | Generalized Multiprotocol Label Switching (Weiterentwicklung von MPLS) |
| GNOME | GNU Network Object Model Environment                                   |
| GNU   | GNU's Not Unix (ein rekursives Akronym), siehe GNU-Projekt             |
| GOOSE | Generic Object Oriented Substation Events                              |
| GP    | Guided Procedures                                                      |
| GPG   | GNU Privacy Guard                                                      |
| GPL   | GNU General Public License                                             |
| GPRS  | General Packet Radio Service                                           |
| GPT   | GUID Partition Table oder                                              |
|       | Generative pre-trained transformer                                     |
| GPU   | Graphics Processing Unit                                               |
| GPX   | GPS Exchange Format                                                    |
| GRE   | Gecko Runtime Environment oder                                         |
|       | Generic Routing Encapsulation                                          |
| GRUB  | Grand Unified Bootloader                                               |
| GSM   | Global System for Mobile Communications                                |
| GTK   | GIMP-Toolkit                                                           |
| GUI   | Graphical User Interface                                               |
| GUID  | Globally Unique Identifier                                             |

## H
| HAL   | Hardware Abstraction Layer                   |
| HBA   | Host-Bus-Adapter                             |
| HAXM  | Intel Hardware Accelerated Execution Manager |
| HBCI  | Homebanking Computer Interface               |
| HCA   | Host Channel Adapter                         |
| HCI   | Human Computer Interaction                   |
| HCR   | Handprint Character Recognition              |
| HD    | Hard Disk                                    |
| HDCP  | High-bandwidth Digital Content Protection    |
| HDD   | Hard Disk Drive                              |
| HDE   | Hauptverband des Deutschen Einzelhandels     |
| HDL   | Hardware Description Language                |
| HDLC  | High-Level Data Link Control                 |
| HDMI  | High Definition Multimedia Interface         |
| HDRR  | High Dynamic Range Rendering                 |
| HDTV  | High Definition Television                   |
| HGC   | Hercules Graphics Card                       |
| HHD   | Hybrid Hard Disk                             |
| HID   | Human Interface Device                       |
| HIP   | Host Identity Protocol                       |
| HIPPI | High Performance Parallel Interface          |
| HMA   | High Memory Area                             |
| HMD   | Head-Mounted Display                         |
| HMI   | Human Machine Interface                      |
| HPC   | High Performance Computing                   |
| HPET  | High Precision Event Timer                   |
| HPFS  | High Performance File System                 |
| HRHD  | High Resolution High Definition              |
| HSCSD | High Speed Circuit Switched Data             |
| HSDPA | High Speed Downlink Packet Access            |
| HSRP  | Hot Standby Router Protocol                  |
| HSUPA | High Speed Uplink Packet Access              |
| HT    | HyperTransport                               |
| HTC   | High Throughput Computing                    |
| HTCP  | Hyper Text Caching Protocol                  |
| HTML  | Hypertext Markup Language                    |
| HTPC  | Home Theater Personal Computer               |
| HTT   | Hyper-Threading-Technologie                  |
| HTTP  | Hypertext Transfer Protocol                  |
| HTTPS | Hypertext Transfer Protocol Secure           |

## I
| I18N  | Internationalization                                                  |
| IaaS  | Infrastructure as a Service                                           |
| IA5   | Internationales Alphabet Nr. 5                                        |
| IANA  | Internet Assigned Numbers Authority                                   |
| I2C   | Inter-Integrated Circuit                                              |
| ICANN | Internet Corporation for Assigned Names and Numbers                   |
| ICC   | International Color Consortium                                        |
| ICH   | I/O Controller Hub                                                    |
| ICMP  | Internet Control Message Protocol                                     |
| ICS   | Internet Connection Sharing                                           |
| ID    | Identification                                                        |
| IDE   | Integrated Development Environment oder                               |
|       | Integrated Drive Electronics, siehe ATA/ATAPI                         |
| IDEF  | Integrated Definition Methods                                         |
| IDF   | Intel Developer Forum                                                 |
| IDL   | Interface Definition Language                                         |
| IDMS  | Integrated Database Management System                                 |
| IDN   | Internationalized Domain Name                                         |
| IDNA  | Internationalizing Domain Names in Applications                       |
| IED   | Intelligent Electronic Device                                         |
| IEEE  | Institute of Electrical and Electronics Engineers                     |
| IETF  | Internet Engineering Task Force                                       |
| IFF   | Interchange File Format                                               |
| Ig    | Instagram                                                             |
| IGP   | Integrated Graphics Processor                                         |
| IGMP  | Internet Group Management Protocol                                    |
| IGRP  | Interior Gateway Routing Protocol                                     |
| IIOP  | Internet Inter-ORB Protocol                                           |
| IIS   | Microsoft Internet Information Services                               |
| IKE   | Internet Key Exchange (siehe IPsec)                                   |
| IKT   | Informations- und Kommunikationstechnik                               |
| ILDA  | International Laser Display Association                               |
| ILM   | Information Lifecycle Management                                      |
| IMAP  | Internet Message Access Protocol                                      |
| IMC   | Internet Mail Connector (siehe Microsoft Exchange Server)             |
| IMQ   | Intermediate Queuing Device                                           |
| IMS   | Information Management System                                         |
| INET  | Internet                                                              |
| Intel | Integrated Electronics                                                |
| IP    | Internet Protocol                                                     |
| IPC   | Inter-Process Communication oder                                      |
|       | Instructions per cycle                                                |
| IPP   | Internet Printing Protocol                                            |
| IPPD  | Integrated Product and Process Development                            |
| IPPP  | ISDN Point-to-Point Protocol                                          |
| IPS   | Instructions per Second oder                                          |
|       | Intrusion-Prevention-System                                           |
| IPSec | Internet Protocol Security                                            |
| IPT   | Intel Identity Protection Technology                                  |
| IPTV  | Internet-Protokoll-Fernsehen                                          |
| IPX   | Internetwork Packet Exchange                                          |
| IRC   | Internet Relay Chat                                                   |
| IrDA  | Infrared Data Association                                             |
| IRQ   | Interrupt Request                                                     |
| IRTF  | Internet Research Task Force                                          |
| IRV   | Internationale Referenzversion (des IA5)                              |
| ISA   | Industry Standard Architecture                                        |
| iSCSI | Internet SCSI                                                         |
| ISDN  | Integrated Services Digital Network                                   |
| ISO   | Internationale Organisation für Normung                               |
| ISO-C | Variante von C                                                        |
| ISP   | Internet Service Provider                                             |
| ISSE  | Internet Streaming SIMD Extensions                                    |
| IT    | Informationstechnik / Information Technology                          |
| ITIL  | ITIL                                                                  |
| ITU   | International Telecommunication Union (Internationale Fernmeldeunion) |
| IxD   | Interaction Design                                                    |

## J
| J2EE  | Java Platform, Enterprise Edition   |
| J2ME  | Java Platform, Micro Edition        |
| J2SE  | Java Platform, Standard Edition     |
| JACK  | JACK Audio Connection Kit           |
| JAXP  | Java API for XML Processing         |
| JCL   | Job Control Language                |
| JDBC  | Java Database Connectivity          |
| JDF   | Job Definition Format               |
| JDIC  | JDesktop Integration Components     |
| JDK   | Java Development Kit                |
| JES   | Job Entry Subsystem                 |
| JEU   | Jump Execution Unit                 |
| JFS   | Journaled File System               |
| JMF   | Java Media Framework                |
| JMS   | Java Message Service                |
| JNDI  | Java Naming and Directory Interface |
| JNLP  | Java Network Launching Protocol     |
| JOLAP | Java Based OLAP interface           |
| JPEG  | Joint Photographic Experts Group    |
| JRE   | Java Runtime Environment            |
| JS    | JavaScript                          |
| JSF   | JavaServer Faces                    |
| JSON  | JavaScript Object Notation          |
| JSP   | JavaServer Pages                    |
| JSR   | Java Specification Request          |
| JTM   | Job Transfer and Manipulation       |
| JVM   | Java Virtual Machine                |

## K
| KDE | K Desktop Environment         |
| KI  | Künstliche Intelligenz        |
| KM  | Konfigurationsmanagement oder |
|     | Knowledge Management          |
| KML | Keyhole Markup Language       |
| KRA | Key Recovery Agent            |
| KVM | Keyboard – Video – Mouse      |

## L
| L10n   | Localization                                    |
| L2TP   | Layer 2 Tunneling Protocol                      |
| LACP   | Link Aggregation Control Protocol               |
| LADSPA | Linux Audio Developer’s Simple Plugin API       |
| LAMP   | Linux-Apache-MySQL-PHP                          |
| LAN    | Local Area Network                              |
| LAT    | Local Area Transport                            |
| LBA    | Logical Block Addressing                        |
| LCD    | Liquid Crystal Display                          |
| LCN    | Local Control Network                           |
| LCoS   | Liquid Crystal on Silicon                       |
| LCR    | Least Cost Router                               |
| LDAP   | Lightweight Directory Access Protocol           |
| LDS    | Lightweight Directory Services                  |
| LDU    | Logical Data Unit                               |
| LED    | Light Emitting Diode                            |
| LER    | Label Edge Router                               |
| LFS    | Large File Support oder                         |
|        | Linux From Scratch                              |
| LFSR   | Linear Feedback Shift Register                  |
| LGA    | Land Grid Array                                 |
| LIFO   | Last In – First Out                             |
| LILO   | Linux Loader oder                               |
|        | Last In – Last Out (s. a. First In – First Out) |
| LISP   | List Processing                                 |
| LLC    | Logical Link Control                            |
| LON    | Local Operating Network                         |
| LP     | Line Printer (Zeilendrucker, s. a. Drucker)     |
| LPC    | Low Pin Count                                   |
| LPP    | Licensed Product Package                        |
| LPT    | Line Printer                                    |
| LRU    | Least recently used                             |
| LS120  | Laser Servo Disk                                |
| LSA    | Local Security Authority                        |
| LSASS  | Local Security Authority Subsystem              |
| LSB    | Least Significant Bit                           |
| LSR    | Label Switch Router                             |
| LTE    | Long Term Evolution                             |
| LTS    | Long Term Support                               |
| LUG    | Linux User Group                                |
| LUN    | Logical Unit Number                             |
| LVDS   | Low Voltage Differential Signaling              |
| LVM    | Logical Volume Manager                          |

## M
| M2M    | Machine-to-Machine                                                 |
| M4A    | MPEG-4 Audio                                                       |
| MAC    | Media Access Control                                               |
| MAC    | Machine Authentication Code                                        |
| MAK    | Multiple Activation Key                                            |
| MAPI   | Messaging Application Programming Interface                        |
| MAN    | Metropolitan Area Network                                          |
| MAU    | Monthly Active User – Facebook: monatlich aktive(r) Benutzer oder  |
|        | Multistation Access Unit                                           |
| MBR    | Master Boot Record                                                 |
| MCA    | Micro Channel Architecture                                         |
| MCF    | Meta Content Framework                                             |
| MCH    | Memory Controller Hub                                              |
| MCM    | Multi-Chip-Modul                                                   |
| MCP    | Multi Chip Package, siehe Multi-Chip-Modul oder                    |
|        | Master Control Program (Betriebssystem von Burroughs) oder         |
|        | Media Communications Processor (von Nvidia entwickelter Prozessor) |
| MCX    | Media Center Extender                                              |
| MDAC   | Microsoft Data Access Components                                   |
| MDCT   | Modifizierte diskrete Kosinustransformation oder                   |
|        | Multi-detector Computed Tomography oder                            |
|        | Multislice Detector Computed Tomography oder                       |
|        | Multi-row-detector Computed Tomography                             |
| MFM    | Modified Frequency Modulation                                      |
| MFT    | Master File Table                                                  |
| MFU    | Most Frequently Used                                               |
| MHP    | Multimedia Home Platform                                           |
| MIDI   | Musical Instrument Digital Interface                               |
| MIDS   | Multifunctional Information Distribution System                    |
| MII    | Media Independent Interface                                        |
| MIIS   | Microsoft Identity Integration Server                              |
| MIMD   | Multiple-Instruction Multiple-Data                                 |
| MIME   | Multipurpose Internet Mail Extensions                              |
| MIPS   | Million Instructions per Second oder                               |
|        | Microprocessor without interlocked pipeline stages                 |
| MKV    | Matroska Video                                                     |
| MMI    | Man Machine Interface, siehe Mensch-Maschine-Schnittstelle         |
| MMORPG | Massively Multiplayer Online Role-Playing Game                     |
| MMS    | Multimedia Messaging Service                                       |
| MMU    | Memory Management Unit                                             |
| MMX    | Multi Media Extension                                              |
| MOD    | Magneto Optical Disc                                               |
| MOO    | Mud object oriented                                                |
| MOST   | Media Oriented System Transport                                    |
| MP3    | MPEG-1 Audio Layer 3                                               |
| MP4    | MPEG-4                                                             |
| MPEG   | Moving Picture Experts Group                                       |
| MPI    | Message Passing Interface                                          |
| MPLS   | Multiprotocol Label Switching                                      |
| MPP    | Massively Parallel Processing                                      |
| MP/M   | Multi-User Version des CP/M (Control Program for Microcomputers)   |
| MPU    | Micro Processor Unit (siehe Mikroprozessor) oder                   |
|        | Memory Protection Unit                                             |
| MQTT   | Message Queue Telemetry Transport                                  |
| MR     | Mixed Reality                                                      |
| MRAM   | Magnetoresistive Random Access Memory                              |
| MRCP   | Media Resource Control Protocol                                    |
| MRU    | Maximum Receive Unit oder                                          |
|        | Most Recently Used                                                 |
| M$     | Slang für Microsoft                                                |
| MSB    | Most Significant Bit                                               |
| MSDN   | Microsoft Developer Network                                        |
| MSDNAA | MSDN Academic Alliance                                             |
| MSIMD  | Multiple Single Instruction Multiple Data                          |
| MSN    | Microsoft Network oder                                             |
|        | Multiple Subscriber Number                                         |
| MTA    | Mail Transfer Agent                                                |
| MTBF   | Mean Time Between Failures                                         |
| MTU    | Maximum Transmission Unit                                          |
| MUA    | Mail User Agent                                                    |
| MUD    | Multi User Dungeon                                                 |
| MVC    | Model View Controller                                              |
| MX     | Mail Exchange Resource Record                                      |
| MZR    | Multiple Zone Recording                                            |

## N
| NAC   | Network Access Control                                     |
| NAL   | Network Abstraction Layer                                  |
| NAN   | National Area Network                                      |
| NAS   | Network Attached Storage                                   |
| NAT   | Network Address Translation                                |
| NBD   | Network Block Device                                       |
| NCP   | NetWare Core Protocol                                      |
| NCQ   | Native Command Queuing                                     |
| NDES  | Network Device Enrollment Service                          |
| NDIS  | Network Driver Interface Specification                     |
| NDS   | Novell Directory Services                                  |
| NEDC  | New Enterprise Data Center                                 |
| NEXT  | Near End Crosstalk                                         |
| NFS   | Network File System                                        |
| NGSCB | Next Generation Secure Computing Base                      |
| NIC   | Network Information Center oder                            |
|       | Network Interface Card                                     |
| NNTP  | Network News Transfer Protocol                             |
| NOC   | Network Operation Center                                   |
| NRU   | Not Recently Used (siehe Paging)                           |
| NRZ   | Non Return to Zero (auch NRZI = Non Return to Zero Invert) |
| NSS   | Name Service Switch                                        |
| NTBA  | Network Termination for ISDN Basic rate Access             |
| NTFS  | New Technology File System                                 |
| NTP   | Network Time Protocol                                      |
| NTSC  | National Television Standards Committee                    |
| NUI   | Natural User Interface                                     |
| NUMA  | Non-Uniform Memory Access                                  |
| NVE   | Networked Virtual Environment                              |
| NVRAM | Non Volatile Random Access Memory                          |
| NWDS  | NetWeaver Developer Studio                                 |

## O
| OAN    | Open Access Network                                                             |
| OASIS  | Organization for the Advancement of Structured Information Standards            |
| OCI    | Open Catalog Interface                                                          |
| OCP    | Überstromschutz (Over Current Protection)                                       |
| OCR    | Optical Character Recognition                                                   |
| OCSP   | Online Certificate Status Protocol                                              |
| ODBC   | Open DataBase Connectivity                                                      |
| ODD    | Optical Disk Drive                                                              |
| ODMC   | On Demand Clock Modulation                                                      |
| ODMG   | Object Database Management Group                                                |
| ODR    | Octal Data Rate                                                                 |
| OEM    | Original Equipment Manufacturer                                                 |
| OFDM   | Orthogonal Frequency Division Multiplexing                                      |
| OGC    | Open Geospatial Consortium (vormals OpenGIS Consortium)                         |
| OHCI   | Open Host Controller Interface                                                  |
| OLAP   | Online Analytical Processing                                                    |
| OLE    | Object Linking and Embedding                                                    |
| OLED   | Organic Light Emitting Diode                                                    |
| OLSR   | Optimized Link State Routing                                                    |
| OLTP   | Online Transaction Processing                                                   |
| OOA    | Objektorientierte Analyse                                                       |
| OOD    | Objektorientierte Design                                                        |
| OODBMS | Object-Oriented DataBase Management System                                      |
| OOo    | OpenOffice.org                                                                  |
| OOP    | Objektorientierte Programmierung                                                |
| ooREXX | Open Object Restructured Extended Executor Language                             |
| OPC    | Operation Planning and Control oder                                             |
|        | OLE for Process Control                                                         |
| OQL    | Object Query Language                                                           |
| ORDBMS | Object-Relational DataBase Management System                                    |
| OS     | Operating System                                                                |
| OSA    | Open Systems Architecture                                                       |
| OSGi   | Open Services Gateway Initiative                                                |
| OSI    | OSI-Modell (Open Systems Interconnection)                                       |
| OSPF   | Open Shortest Path First                                                        |
| OSS    | Open Sound System oder                                                          |
|        | Open-Source-Software                                                            |
| OSSD   | Output Signal Switching Device                                                  |
|        | Open-source software development                                                |
| OU     | Organizational Unit, eine Teilstruktur einer Organisation, z. B. eine Abteilung |
| OWS    | OpenGIS Web Service (siehe Open Geospatial Consortium)                          |

## P
| P2PTV      | Peer-to-Peer-TV                                                                                    |
| P2P        | Peer-to-Peer                                                                                       |
| PaaS       | Platform as a Service                                                                              |
| PADI       | PPPoE Active Discovery Initiation                                                                  |
| PAG        | Program Analyzer Generator                                                                         |
| PAL        | Programmable Array Logic oder                                                                      |
|            | Phase Alternating Line                                                                             |
| PaLM       | Pathways Language Model                                                                            |
| PAM        | Pluggable Authentication Module oder                                                               |
|            | Programmable Attribute Map                                                                         |
| PAN        | Personal Area Network                                                                              |
| PAP        | Password Authentication Protocol oder                                                              |
|            | Printer Access Protocol oder                                                                       |
|            | Programmablaufplan                                                                                 |
| PATMOS     | Power And Timing Modelling, Optimization and Simulation                                            |
| PBCC       | Packet Binary Convolution Coding                                                                   |
| PC         | Personal Computer oder                                                                             |
|            | Program Counter                                                                                    |
| PCA        | Programmable Counter Array                                                                         |
| PCB        | Process Control Block oder                                                                         |
|            | Printed Circuit Board (Platine)                                                                    |
| PCI        | Peripheral Component Interconnect                                                                  |
| PCIe/PCI-E | Peripheral Component Interconnect Express                                                          |
| PCI-X      | Peripheral Component Interface Extension                                                           |
| PCMCIA     | Personal Computer Memory Card International Association                                            |
| PC/SC      | Personal Computer/Smart Card                                                                       |
| PDA        | Personal Digital Assistant                                                                         |
| PDC        | Primary Domain Controller                                                                          |
| PDF        | Portable Document Format                                                                           |
| PDM        | Product Data Management                                                                            |
| PDU        | Protocol Data Unit oder                                                                            |
|            | Power Distribution Unit                                                                            |
| PEBKAC     | Problem Exists Between Keyboard And Chair                                                          |
| PEG        | PCI Express for Graphics                                                                           |
| PFS        | Perfect Forward Secrecy                                                                            |
| PGA        | Pin Grid Array                                                                                     |
| PGP        | Pretty Good Privacy                                                                                |
| PHP        | PHP: Hypertext Preprocessor (rekursives Akronym)                                                   |
| PI         | Process Integration                                                                                |
| PIA        | Peripheral Interface Adapter                                                                       |
| PIC        | Participant Identification Code                                                                    |
| PIC        | Programmable Interrupt Controller                                                                  |
| PID        | Personally-Identifiable Data oder                                                                  |
|            | Process identifier                                                                                 |
| PIM        | Personal Information Manager                                                                       |
| PIMF       | Pair In Metal Foil                                                                                 |
| PING       | Packet Inter-Network Groper                                                                        |
| PIO        | Programmed Input/Output                                                                            |
| PKI        | Public Key Infrastructure                                                                          |
| PL/I       | Programming Language One                                                                           |
| PLA        | Programmable Logic Array                                                                           |
| PLM        | Product-Lifecycle-Management                                                                       |
| PLMA       | Private Label Manufacturers Association                                                            |
| PMF        | Pointer to Member Function (Datentyp der Programmiersprache C++)                                   |
| PMU        | Power Management Unit                                                                              |
| PNG        | Portable Network Graphics                                                                          |
| PnP        | Plug and Play                                                                                      |
| PoE        | Power over Ethernet                                                                                |
| POF        | Polymere optische Faser                                                                            |
| POCO       | Plain old CLR object                                                                               |
| POJO       | Plain Old Java Object                                                                              |
| POP        | Post Office Protocol                                                                               |
| POP3       | Post Office Protocol Version 3                                                                     |
| POSIX      | Portable Operating System Interface for UniX                                                       |
| POST       | Power On Self-Test                                                                                 |
| POTS       | Plain Old Telephone System                                                                         |
| PPD        | PostScript Printer Description                                                                     |
| PPI        | Pixel per Inch                                                                                     |
| PPP        | Point-to-Point Protocol                                                                            |
| PPPoE      | PPP over Ethernet                                                                                  |
| PPTP       | Point-to-Point Tunneling Protocol                                                                  |
| PPU        | Physics Processing Unit                                                                            |
| PRBS       | Pseudo-random bit stream                                                                           |
| PS         | PostScript                                                                                         |
| PSA        | Pseudo Application als Microsoft-Office-2007-Dokument, wie PowerPoint oder Excel                   |
| PSACR      | Power Sum Attenuation to Crosstalk Ratio                                                           |
| PSAI       | Pseudo Application Interface, liefert Daten in Echtzeit an andere Anwendungen oder andere Hardware |
| PSD        | Photoshop Document                                                                                 |
| PSNEXT     | Power Sum Near End Crosstalk                                                                       |
| PSTN       | Public Switched Telephone Network                                                                  |
| PVC        | Permanent Virtual Circuit                                                                          |
| PWM        | Pulse Width Modulation                                                                             |
| PXE        | Preboot Execution Environment                                                                      |

## Q
| QDR    | Quadruple Data Rate, Weiterentwicklung von Double Data Rate |
| QPI    | QuickPath Interconnect                                      |
| QoS    | Quality of Service                                          |
| QUXGA  | Quad Ultra Extended Graphics Array                          |
| QVGA   | Quarter Video Graphics Array                                |
| QWUXGA | Quad Wide Ultra Extended Graphics Array                     |
| QXGA   | Quad Extended Graphics Array                                |

## R
| RACI   | Responsible Accountable Consulted Informed                                              |
| RAD    | Rapid Application Development                                                           |
| RAID   | Redundant Array of Independent Disks, ursprünglich Redundant Array of Inexpensive Disks |
| RADIUS | Remote Authentication Dial-In User Service                                              |
| RAM    | Random-Access Memory                                                                    |
| RAR    | Resource Adapter                                                                        |
| RARP   | Reverse Address Resolution Protocol                                                     |
| RAS    | Remote Access Service                                                                   |
| RAS    | Row Address Strobe                                                                      |
| RBL    | Realtime Blackhole List                                                                 |
| RBO    | Rule Based Optimizer                                                                    |
| RCP    | Rapid Control Prototyping oder                                                          |
|        | Rich-Client-Platform oder                                                               |
|        | Remote Copy Protocol                                                                    |
| RDBMS  | Relational Database Management System                                                   |
| RDF    | Resource Description Framework                                                          |
| RDP    | Remote Desktop Protocol                                                                 |
| RED    | Random Early Detection                                                                  |
| REST   | Representational State Transfer                                                         |
| REU    | RAM Expansion Unit                                                                      |
| REXX   | Restructured Extended Executor Language                                                 |
| RFC    | Request for Comments                                                                    |
| RFC    | Remote Function Call                                                                    |
| RFID   | Radio Frequency Identification                                                          |
| RGB    | Red Green Blue (Rot Grün Blau)                                                          |
| RI     | Ring Indicator                                                                          |
| RIA    | Rich Internet Application                                                               |
| RIMM   | Rambus In-Line Memory Modul                                                             |
| RID    | Relative Identifier                                                                     |
| RIP    | Routing Information Protocol oder                                                       |
|        | Raster Image Process                                                                    |
| RISC   | Reduced Instruction Set Computer                                                        |
| RLE    | Run-length encoding                                                                     |
| RLL    | Run Length Limited                                                                      |
| RMI    | Remote Method Invocation                                                                |
| RMS    | Rights Management Services                                                              |
| ROI    | Region of Interest (in der Bildverarbeitung)                                            |
| ROM    | Read Only Memory                                                                        |
| RPC    | Remote Procedure Call                                                                   |
| RPG    | Role Playing Game oder                                                                  |
|        | Report Program Generator                                                                |
| RPM    | RPM Package Manager (rekursives Akronym, ehemals RedHat Package Manager)                |
| RPS    | Rights Protection System                                                                |
| RS-232 | Recommended Standard 232, eigentlich: Radio Sector 232, heute: EIA-232                  |
| RSA    | Rivest, Shamir, Adleman                                                                 |
| RSH    | Remote Shell                                                                            |
| RSS    | Really Simple Syndication                                                               |
| RSTP   | Rapid Spanning Tree Protocol                                                            |
| RTC    | Real Time Clock                                                                         |
| RTF    | Rich-Text-Format                                                                        |
| RTFM   | Read The Fucking Manual                                                                 |
| RTL    | Register Transfer Level (Ebene in Hardware / Hardware-Modellierung)                     |
| RTOS   | Realtime Operating System                                                               |
| RTP    | Realtime Transport Protocol                                                             |
| RTS    | Request To Send                                                                         |
| RTSI   | Real Time System Integration                                                            |
| RTSP   | Real-Time Streaming Protocol                                                            |
| RTTI   | Runtime Type Information                                                                |
| RUE    | Rich User Experiences                                                                   |

## S
| SAA    | Systems Application Architecture                                                                      |
| SaaS   | Software as a Service                                                                                 |
| SACD   | Super Audio Compact Disc                                                                              |
| SAFT   | Simple Asynchronous File Transfer                                                                     |
| SAM    | Security Account Manager                                                                              |
| SAN    | Storage Area Network oder                                                                             |
|        | System Area Network                                                                                   |
| SANE   | Scanner Access Now Easy oder                                                                          |
|        | Standard Apple Numeric Environment                                                                    |
| SAS    | Serial Attached SCSI                                                                                  |
| SASL   | Simple Authentication and Security Layer                                                              |
| SASS   | Syntactically Awesome Style Sheet                                                                     |
| SAT    | SCSI/ATA Translation                                                                                  |
| SATA   | Serial ATA                                                                                            |
| SATL   | SCSI/ATA Translation Layer (siehe SCSI/ATA Translation)                                               |
| SAX    | Simple API for XML                                                                                    |
| SBC    | Session Border Controller oder                                                                        |
|        | single-board computer                                                                                 |
| SBP-2  | Serial Bus Protocol, Protokoll aus der IEEE1394- bzw. Firewire- bzw. iLink-Welt                       |
| SCAM   | SCSI Configuration AutoMatically                                                                      |
| SCEP   | Simple Certificate Enrollment Protocol                                                                |
| SCP    | Secure Copy Protocol                                                                                  |
| SCPI   | Standard Commands for Programmable Instruments                                                        |
| SCSA   | Secure Content Storage Association                                                                    |
| SCSI   | Small Computer System Interface                                                                       |
| SCUMM  | Script Creation Utility for Maniac Mansion                                                            |
| SD     | Single Density (Diskette)                                                                             |
| SDF    | Synchronous Data Flow                                                                                 |
| SDH    | Synchronous Digital Hierarchy                                                                         |
| SDK    | Software Development Kit oder                                                                         |
|        | System Design Kit                                                                                     |
| SDL    | Service Description Language (siehe Web Services Description Language) oder                           |
|        | Simple DirectMedia Layer oder                                                                         |
|        | Specification and Description Language                                                                |
| SDLC   | Synchronous Data Link Control oder                                                                    |
|        | Software Development Life Cycle                                                                       |
| SDR    | Single Data Rate                                                                                      |
| SDSL   | Symmetric Digital Subscriber Line (Variante von DSL)                                                  |
| SEO    | Search Engine Optimization                                                                            |
| SFF    | Small Form Factor                                                                                     |
| SFP    | Small Form-factor Pluggable (umgangssprachlich auch mini-GBIC)                                        |
| SFTP   | Secure File Transfer Protocol                                                                         |
| SGML   | Standard Generalized Markup Language                                                                  |
| SHFS   | Shell File System                                                                                     |
| SHTTP  | Secure Hyper Text Transport Protocol                                                                  |
| SIM    | Subscriber Identity Module                                                                            |
| SIMD   | Single Instruction Multiple Data                                                                      |
| SIMM   | Single Inline Memory Module                                                                           |
| SIP    | Session Initiation Protocol oder                                                                      |
|        | Sideway Information Passing                                                                           |
| SIPP   | Single Inline Pin Package (siehe Single Inline Memory Module)                                         |
| SIS    | Single Instance Storage                                                                               |
| SL     | Microsoft Silverlight                                                                                 |
| SLA    | Service-Level-Agreement                                                                               |
| SLAM   | Simultaneous Localization and Mapping                                                                 |
| SLD    | Second Level Domain oder                                                                              |
|        | Styled Layer Descriptor                                                                               |
| SLI    | Scalable Link Interface                                                                               |
| SLIP   | Serial Line Internet Protocol                                                                         |
| SLL    | Static Link Library                                                                                   |
| SLNP   | Simple Library Network Protocol                                                                       |
| SLP    | Service Location Protocol                                                                             |
| SLR    | Scalable Linear Recording                                                                             |
| SMAP   | Simple Mail Access Protocol                                                                           |
| SMART  | Self-Monitoring, Analysis and Reporting Technology                                                    |
| SMASH  | Systems Management Architecture for Server Hardware                                                   |
| SMB    | System Management Bus oder                                                                            |
|        | Server Message Block                                                                                  |
| SMBIOS | Systems Management BIOS                                                                               |
| SMD    | Surface Mounted Device                                                                                |
| SMIL   | Synchronized Multimedia Integration Language                                                          |
| SMI-S  | Storage Management Initiative – Specification                                                         |
| SML    | Standard ML oder                                                                                      |
|        | System Management Language                                                                            |
| S/MIME | Secure / Multipurpose Internet Mail Extensions                                                        |
| SMP    | Symmetric Multi-Processing, siehe Symmetrisches Multiprozessorsystem                                  |
| SMS    | Short Message Service                                                                                 |
| SMT    | Simultaneous Multithreading                                                                           |
| SMTP   | Simple Mail Transfer Protocol                                                                         |
| S/N    | Serial Number                                                                                         |
| SNA    | Systems Network Architecture (IBM-Großrechner)                                                        |
| SNMP   | Simple Network Management Protocol                                                                    |
| SOA    | Service Oriented Architecture oder                                                                    |
|        | Start of Authority (im DNS, siehe SOA Resource Record)                                                |
| SOAP   | Simple Object Access Protocol                                                                         |
| SOX    | Sarbanes-Oxley Act                                                                                    |
| S/PDIF | Sony/Philips Digital Interface                                                                        |
| SPDX   | Software Package Data Exchange                                                                        |
| SPEC   | Standard Performance Evaluation Corporation                                                           |
| SPEWS  | Spam Prevention Early Warning System                                                                  |
| SPF    | Sender Policy Framework                                                                               |
| SPI    | Serial Peripheral Interface                                                                           |
| SPLC   | Secure Product Lifecycle                                                                              |
| SPM    | Scratch Pad Memory                                                                                    |
| SPoF   | Single Point of Failure                                                                               |
| SPP    | System Platform Processor (NVIDIAs Gegenstück zu Intels MCH)                                          |
|        | Standard Parallel Port                                                                                |
| SPW    | Satisfaction per watt (Von Intel vorgeschlagene, objektivere Kennzahl als PPW (Performance per Watt)) |
| SQL    | Structured Query Language (Strukturierte Abfragesprache), Datenbankabfragesprache                     |
| SRAM   | Static Random Access Memory                                                                           |
| SRM    | Service Resolution Management                                                                         |
| SRP    | Secure Remote Password, Sicherheitsstandard für Authentifizierungsverfahren oder                      |
|        | Software Restriction Policies                                                                         |
| SS     | single-sided (Diskette oder Speichermodul)                                                            |
| SSD    | Solid-State-Drive                                                                                     |
| SSE    | Streaming SIMD Extensions                                                                             |
| SSH    | Secure Shell                                                                                          |
| SSHD   | Solid State Hybrid Drive                                                                              |
| SSI    | Server Side Includes                                                                                  |
| SSID   | Service Set Identifier                                                                                |
| SSL    | Secure Sockets Layer oder                                                                             |
|        | Syntax/Semantic Language                                                                              |
| SSO    | Single Sign-on                                                                                        |
| ST     | Simple Transformations                                                                                |
| STFW   | Search the fucking web                                                                                |
| STP    | Shielded Twisted Pair                                                                                 |
| STUN   | Simple traversal of UDP over NATs                                                                     |
| SUXGA  | Super Ultra Extended Graphics Array                                                                   |
| SVCD   | Super Video Compact Disc                                                                              |
| SVDRP  | Simple Video Disk Recorder Protocol                                                                   |
| SVG    | Scalable Vector Graphics                                                                              |
| SVGA   | Super Video Graphics Array                                                                            |
| SVN    | Subversion                                                                                            |
| SXGA   | Super Extended Graphics Array                                                                         |

## T
| Tcl    | Tool command language                                        |
| TC     | Turbo Cache                                                  |
| TCO    | Total Cost of Ownership                                      |
| TCP    | Transmission Control Protocol                                |
| TCPA   | Trusted Computing Platform Alliance                          |
| TCP/IP | Transmission Control Protocol / Internet Protocol            |
| TDMA   | Time Division Multiple Access                                |
| TDP    | Thermal Design Power                                         |
| TEDS   | Transducer Electronic Data Sheet                             |
| TFT    | Thin Film Transistor                                         |
| TFTP   | Trivial File Transfer Protocol                               |
| TIPC   | Transparente Inter-Process Communication                     |
| TKIP   | Temporal Key Integrity Protocol                              |
| TLB    | Translation Lookaside Buffer                                 |
| TLD    | Top-Level-Domain oder                                        |
|        | Tag Library Descriptor                                       |
| TLM    | Transaction Level Modelling                                  |
| TLS    | Transport Layer Security                                     |
| TM     | Transactional Memory                                         |
| TOS    | The Operating System oder                                    |
|        | Tramiel Operating System (Betriebssystem der Atari-Computer) |
| TPC    | Transmitter Power Control oder                               |
|        | Transaction Processing Performance Council                   |
| TPI    | Tracks Per Inch                                              |
| TPM    | Trusted Platform Module                                      |
| TPoX   | Transaction Processing over XML                              |
| TRT    | Total Recovery Time                                          |
| TS     | Timeserver oder                                              |
|        | Terminal Server oder                                         |
|        | TeamSpeak oder                                               |
|        | Transport Stream                                             |
| TSC    | Time Stamp Counter                                           |
| TSP    | Traveling Salesman Problem                                   |
| TSO    | Time-Sharing Option                                          |
| TTL    | Time-to-live oder                                            |
|        | Transistor-Transistor-Logik                                  |
| TV     | Television, siehe Fernsehen                                  |
| TWAIN  | Toolkit Without An Interesting Name                          |
| TWI    | Two-wire Interface                                           |

## U
| UAA  | Universal Audio Architecture                     |
| UAC  | User Account Control                             |
| UART | Universal Asynchronous Receiver Transmitter      |
| UAT  | User Acceptance Test                             |
| UBE  | Unsolicited Bulk Email                           |
| UC   | Unified Communications                           |
| UCD  | User Centered Design                             |
| UCE  | Unsolicited Commercial E-Mail                    |
| UCP  | Universal Computer Protocol                      |
| UCS  | Universal Coded Character Set                    |
| UDDI | Universal Description, Discovery and Integration |
| UDF  | Universal Disk Format                            |
| UDF  | User Defined Function                            |
| UDMA | Ultra-Direct Memory Access                       |
| UDP  | User Datagram Protocol oder                      |
|      | Usenet Death Penalty                             |
| UEFI | Unified Extensible Firmware Interface            |
| UFS  | Unix File System                                 |
| UHCI | Universal Host Controller Interface              |
| UI   | User Interface oder                              |
|      | User Interaction                                 |
| UID  | User Identifier (siehe Benutzerkennung) oder     |
|      | User Interface Design                            |
| UMA  | Uniform Memory Access oder                       |
|      | Unified Memory Architecture oder                 |
|      | Universal Multimedia Access                      |
| UMB  | Upper Memory Block                               |
| UMDF | User-Mode Driver Framework                       |
| UML  | Unified Modeling Language                        |
| UMTS | Universal Mobile Telecommunications System       |
| UPnP | Universal Plug and Play                          |
| UPS  | Uninterruptible Power Supply                     |
| URI  | Uniform Resource Identifier                      |
| URL  | Uniform Resource Locator                         |
| USB  | Universal Serial Bus                             |
| USV  | Unterbrechungsfreie Stromversorgung              |
| UTF  | Unicode Transformation Format                    |
| UTM  | Unified threat management                        |
| UTP  | Unshielded Twisted Pair                          |
| UUG  | Unix User Group                                  |
| UUID | Universally Unique Identifier                    |
| UWB  | Ultra Wide Band                                  |
| UXD  | User Experience Design (siehe User Experience)   |
| UXGA | Ultra Extended Graphics Array                    |

## V
| VAFC  | VESA Advanced Feature Connector |
| VB    | Visual Basic – in den 2 Varianten Visual Basic Classic (steht für die VB-Versionen bis VB6) und Visual Basic .NET (mit der Abkürzung VB.NET) |
| VBA   | Visual Basic for Applications |
| VBS   | Visual Basic Script |
| VC    | Visual Composer |
| VCD   | Video-CD oder virtual channel descriptor |
| VCI   | virtual channel identifier |
| VCS   | Version Control System (Versionsverwaltung)                                                                                                  |
| VDR   | Video Disk Recorder (Festplattenrekorder) |
| VDSL  | Very High Speed Digital Subscriber Line (Variante von DSL)                                                                                   |
| VESA  | Video Electronics Standards Association |
| VFAT  | Virtual FAT |
| VFC   | VESA Feature Connector |
| VFS   | Virtual Filesystem Switch |
| VGA   | Video Graphics Array |
| VHDL  | Very High Speed Integrated Circuit Hardware Description Language                                                                             |
| VIM   | Vi IMproved |
| VLAN  | Virtual Local Area Network |
| VLB   | VESA Local Bus |
| VLIW  | Very Long Instruction Word |
| VLSI  | Very Large Scale Integration |
| VM    | Virtuelle Maschine |
| VMS   | Virtual Memory System |
| VNC   | Virtual Network Computing |
| VO    | Virtual Organisation (im Grid-Computing) |
| VoIP  | Voice over IP |
| VP    | Visual Programming |
| VPI   | Virtual Path Identifier |
| VPL   | Visual Programming Language |
| VPN   | Virtual Private Network |
| VR    | Virtual Reality |
| VRAM  | Video Random Access Memory |
| VRML  | Virtual Reality Modeling Language |
| VRRP  | Virtual Router Redundancy Protocol |
| VSAM  | Virtual Storage Access Method (IBM-Großrechner)                                                                                              |
| VST   | Virtual Studio Technology |
| VTAM  | Virtual Terminal Access Method (IBM-Großrechner)                                                                                             |
| VTS   | Virtual Tape Server |
| VXLAN | Virtual Extensible LAN |

## W
| W2K       | Windows 2000; „2k“ (Aussprache: ˈtuː ˈkeɪ), eine im Englischen gebräuchliche Abkürzung, bedeutet 2 Kilo: 2 × 1.000, also 2.000 |
| W2Kx      | Windows 2Kx (Windows 2003 = W2K3, Windows 2008 = W2K8) |
| W3C       | World Wide Web Consortium |
| WAIS      | Wide Area Information Servers |
| WAMP      | Windows-Apache-MySQL-PHP oder |
|           | Windows-Apache-MySQL-Perl |
| WAN       | Wide Area Network |
| WAP       | Wireless Application Protocol |
| WBEM      | Web-Based Enterprise Management |
| WCM       | Web Content Management |
| WCS       | Web Coverage Service |
| WDDX      | Web Distributed Data Exchange |
| WDS       | Wireless Distribution System |
| WEP       | Wired Equivalent Privacy |
| WFS       | Web Feature Service |
| WIDL      | Web Interface Definition Language |
| WIMP      | WIMP (Benutzerschnittstelle) für Windows, Icons, Menus, Pointing device |
| WINE      | Wine Is Not an Emulator (rekursives Akronym) |
| WINS      | Windows Internet Naming Service |
| WISP      | Wireless Internet Service Provider |
| WLAN      | Wireless Local Area Network (Kabelloses Lokales Netzwerk) |
| WLL       | Wireless Local Loop |
| WMA       | Windows Media Audio |
| WML       | Wireless Markup Language |
| WMM       | Wireless Multimedia |
| WMS       | Web Map Service |
| WOL       | Wake on LAN |
| WORM      | Write Once Read Multiple |
| WPA       | Wi-Fi Protected Access |
| WQVGA     | Wide Quarter Video Graphics Array |
| WRS       | Web Registry Service |
| WS-CDL    | WS-Choreography Description Language |
| WSDL      | Web Services Description Language |
| WSDM      | WS-Distributed Management |
| WSH       | Windows Scripting Host |
| WSRF      | WS-Resource Framework |
| WSRM      | WS-Reliable Messaging |
| WSUXGA    | Wide Super Ultra Extended Graphics Adapter |
| WSVGA     | Wide Super Video Graphics Array |
| WSXGA     | Wide Super Extended Graphics Array |
| WTS       | Windows Terminal Server (Terminalserver) |
| WUXGA     | Wide Ultra Extended Graphics Array |
| WVGA      | Wide Video Graphics Array |
| WWAN      | Wireless Wide Area Network |
| WWW       | World Wide Web |
| WXGA      | Wide Extended Graphics Array |
| WYSISLWYG | What You See Is Sort-of Like What You Get (sprich: wiesel-wig) (deutsch: „Was Du siehst ist in etwa wie das, was du bekommst“), zynische Bezeichnung für WYSIWYG-Programme, die nicht halten, was sie versprechen                                 |
| WYSIWYG   | What You See Is What You Get (sprich: wi-zi-wig) (deutsch: „Was du siehst ist was du bekommst“). Bezeichnung für graphische HTML-Editor und Textverarbeitungsprogramme, bei denen das gedruckte Ergebnis genau so aussieht wie auf dem Bildschirm |

## X
| X3D     | Extensible 3D (VRML-Nachfolger)                                            |
| XAML    | eXtensible Application Markup Language                                     |
| XAMPP   | Extended Apache/MySQL/PHP/Perl                                             |
| XGA     | Extended Graphics Array                                                    |
| xHCI    | Extensible Host Controller Interface                                       |
| XHTML   | Extensible Hypertext Markup Language                                       |
| XI      | Exchange Infrastructure (Seit SAP NetWeaver 7.0: PI – Process Integration) |
| XILP    | XILP: Internet Links People                                                |
| XML     | Extensible Markup Language                                                 |
| XML-RPC | Extensible Markup Language Remote Procedure Call                           |
| XMPP    | Extensible Messaging and Presence Protocol                                 |
| XMS     | Extended Memory Specification                                              |
| XMSF    | Extensible Modeling and Simulation Framework                               |
| XOG     | XML Open Gateway                                                           |
| XR      | Extended Reality                                                           |
| XrML    | Extensible rights Markup Language                                          |
| XSD     | XML Schema Definition                                                      |
| XSL     | Extensible Stylesheet Language                                             |
| XSL-FO  | Extensible Stylesheet Language – Formatting Objects                        |
| XSLT    | XSL Transformation                                                         |
| XSS     | Cross-Site-Scripting                                                       |
| XT      | Extended Technology                                                        |

## Y
| Y2K   | Year 2000; „2k“ (Aussprache: ˈtuː ˈkeɪ), eine im Englischen gebräuchliche Abkürzung, bedeutet 2 Kilo: 2 × 1.000, also 2.000 |
| YAGNI | You Ain’t Gonna Need It |
| YaST  | Yet another Setup Tool |

## Z
| ZBR | Zone Bit Recording                           |
| ZKS | Zylinder/Kopf/Sektor, siehe CHS-Adressierung |
| ZFS | Zettabyte File System                        |
| ZOI | Zero One Infinity                            |